# Lijst van lochs in Schotland

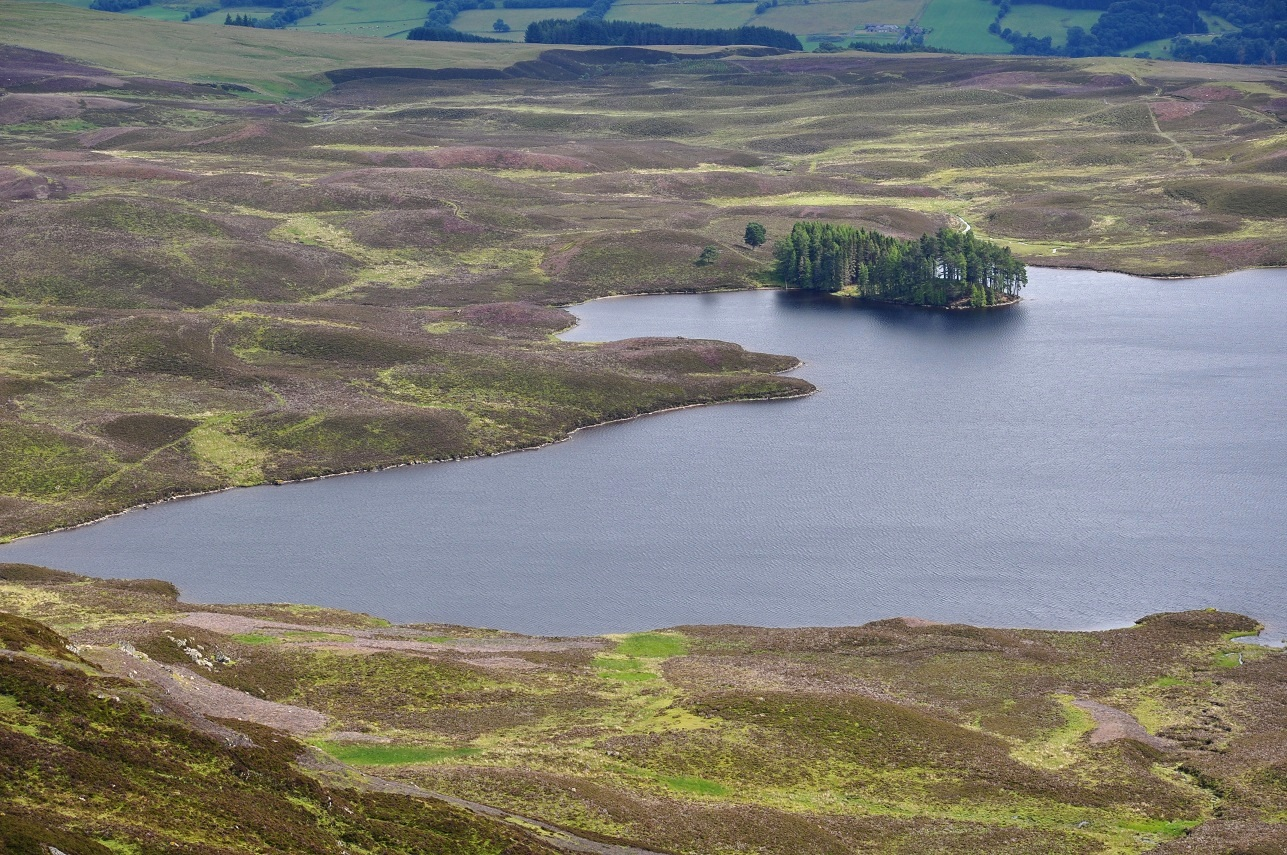
Loch Derculich in Perthshire

Dit artikel is een lijst van lochs in Schotland. 'Loch' is de Schotse naam voor een meer of een inham van een zee, waaronder zowel firths, fjorden, estuaria als baaien kunnen vallen.
Het Lake of Menteith is het enige natuurlijke meer in Schotland dat "lake" in plaats van "loch" genoemd wordt. Er zijn echter enkele kunstmatige lakes, zoals het Lake of the Hirsel. Er zijn ook meren die "Water" genoemd worden, vooral op de Shetlandeilanden en de Orkneyeilanden. Zij moeten niet verward worden met rivieren als de Whiteadder Water en Blackadder Water.

## Zoetwaterlochs

### Grootste en diepste
Hieronder de vijf grootste en diepste Schotse lochs. Bij een gouden kleur scoort het betreffende meer op een onderdeel het hoogst, bij een gele kleur het op een na hoogst.
| Loch        | Inhoud km³ | Oppervlakte km² | Lengte km | Max. diepte m | Gem. diepte m |
| ----------- | ---------- | --------------- | --------- | ------------- | ------------- |
| Loch Ness   | 7,4        | 56              | 39        | 230           | 132           |
| Loch Lomond | 2,6        | 71              | 36        | 190           | 37            |
| Loch Morar  | 2,3        | 27              | 19        | 310           | 87            |
| Loch Awe    | 1,2        | 39              | 41        | 94            | 32            |
| Loch Lochy  | 1,1        | 16              | 16        | 162           | 70            |

### Alfabetische lijst
Hieronder een (onvolledige) lijst van natuurlijke en kunstmatige zoetwatermeren in Schotland die als "loch" bekendstaan.
- Loch of Aboyne
- Loch Achray
- Antermony Loch, East Dunbartonshire
- Loch Ard
- Loch Affric
- Loch Arkaig
- Loch Assynt in Sutherland, aan de noordkust staat Ardvreck Castle
- Loch Awe, het op twee na grootste meer qua oppervlakte, ook het langste meer
- Bardowie Loch, East Dunbartonshire
- Loch Beinn a' Mheadhoin (Loch Benevian)
- Birnie Loch, natuurreservaat, Fife
- Black Loch, Fife
- Carlingwark Loch, bij Castle Douglas
- Cash Loch, Fife
- Castle Semple Loch
- Loch Chon
- Loch Cill Chriosd
- Clatteringshaws Loch, stuwmeer in Galloway
- Loch Cluanie
- Loch Coruisk, een eenzaam meer in het hart van de Black Cuillin op het eiland Skye
- Loch Dee
- Loch Derculich, in Perthshire
- Loch Dochfour
- Loch Doon
- Douglaston Loch, East Dunbartonshire
- Loch Druidibeag
- Loch Drunkie
- Duddingston Loch
- Loch Dùghaill
- Dunalastair Water
- Loch Dungeon
- Dunsapie Loch, klein kunstmatig meer (1844) in Holyrood Park, Edinburgh
- Loch Earn
- Loch Eck
- Loch an Eilean, in Rothiemurchus Forest
- Loch Einich, in Cairngorms
- Loch Enoch, Galloway
- Loch Errochty, Perth and Kinross
- Loch Ericht
- Loch Ettrick, Dumfriesshire
- Loch Ewe
- Fairy Lochs
- Loch Fannich
- Loch Faskally
- Loch Fitty, Fife
- Gaddon Loch, naturreservaat, Fife
- Loch Garry
- Loch Garten, Speyside
- Loch Gelly, Fife
- Loch Glow, Fife
- Loch Grannoch
- Loch Insh
- Loch Katrine, een belangrijk stuwmeer
- Loch Ken
- Loch Langavat (Lewis), Lewis
- Kilconquhar Loch, Fife
- Kinghorn Loch, Fife
- Loch Leven, bij Loch Leven Castle
- Lindores Loch, Fife
- Linlithgow Loch, ten noorden van Linlithgow
- Lochend Loch, Coatbridge
- Lochmill Loch, Fife
- Loch Lochy
- Loch Lomond, het grootste meer qua oppervlakte
- Loch of the Lowes
- Loch of the Lowes, nabij St. Mary's Loch
- Loch Loyal
- Loch Lubnaig,
- Loch Lyon,
- Loch Maree, het op drie na grootste qua oppervlakte
- Loch Migdale
- Mire Loch, bij St. Abb's Head, Scottish Borders
- Loch Morar, het op vier na grootste qua oppervlakte en het meer met de grootste diepte
- Moor Loch, Fife
- Loch Morlich
- Morton Lochs, Fife
- Loch Mullardoch
- Loch Neldricken, Galloway
- Loch Ness, het op een na grootste qua oppervlakte en het grootste qua inhoud
- Loch Oich
- Loch Ore, Fife
- Loch Ossian
- Loch Quoich
- Loch Rannoch
- Loch Ruthven
- St. Margaret's Loch, kunstmatig meer in Holyrood Park, Edinburgh
- St. Mary's Loch
- Loch Scaven
- Loch Shiel
- Loch Shin
- Loch Slapin
- Loch Sloy
- Loch of Spiggie, Shetlandeilanden
- Loch Strathbeg
- Loch Tarsan, een meer in Argyll, gevormd door het laten overstromen van een deel van Glen Lean om stroom te genereren
- Loch Tay
- Loch Thom, stuwmeer
- Town Loch, Dunfermline, Fife
- Loch Treig
- Loch Trool
- Loch Tulla
- Loch Tummel
- Loch Valley, Galloway
- Loch Venachar
- Loch Veyatie
- Loch Voil
- Loch Watten, meer in Caithness, beroemd vanwege de forel die er zit
- Loch Wharral
- Woodend Loch, Coatbridge

## Zeelochs
- Loch Aline
- Loch Alsh
- Loch Boisdale
- Loch Bracadale
- Loch Broom
- Loch Buie
- Campbeltown Loch
- Loch Carron
- Loch Creran
- Loch Crinan
- Loch Duich
- Loch Dunvegan
- Loch Eil
- Loch Eishort
- Loch Eriboll
- Loch Etive
- Loch Ewe
- Loch Eynort
- Loch Fleet
- Loch Fyne, het langste sea loch
- Gair Loch in Wester Ross
- Gare Loch, vestigingsplaats van Faslane Naval Base
- Loch Gilp
- Loch Goil
- Holy Loch, voorheen was hier een basis van atoomonderzeeboten van de United States Navy
- Loch Hourn
- Loch Leven, nabij Glen Coe
- Loch Linnhe, aan het zuidelijke uiteinde van de Great Glen
- Loch Long, Argyll & Bute
- Loch Long, nabij Kyle of Lochalsh
- Loch Nevis
- Loch Riddon nabij Kyles of Bute
- Loch Ryan
- Loch Scavaig
- Loch Scridain
- Loch Snizort
- Loch Striven
- Loch Sunart
- Loch Sween
- Loch Torridon

## Voormalige lochs

### In Edinburgh
- Gogarloch, ingepolderd
- Nor Loch, gedempt, nu deels de plek waar station Edinburgh Waverley ligt
- The Meadows, ingepolderd, voorheen Burghloch